# Tomas Nordmark
Tomas Nordmark, född 1982 i Västervik, är en svensk musiker, kompositör och producent av experimentell musik. Han bor och arbetar i London.
År 2012 grundade Nordmark konstnärskollektivet Ingrid tillsammans med musiker som Lykke Li, Peter Bjorn & John och Miike Snow, men lämnade kollektivet året därpå. Han har också arbetat som grafisk designer åt många artister, t.ex. El Perro Del Mar på hennes Pale Fire och Kokoro album.
Nordmark släppte år 2019 albumet Eternal Words. Det inspirerades av Mark Fishers Spectres of lost futures och är delvis baserad på traditionell skandinavisk musik och psalmer. Albumet släpptes av den amerikanska musikentreprenören, författaren och musiker Nabil Ayers skivbolag Valley of Search, ett systerbolag till The Control Group. Skivan beskrevs av The Guardians John Lewis som ”a heavenly, palate-cleansing series of minty-fresh synthesised drones and bleeps that manage to tell stories that resolve without even hinting at melody” och The New York Times musikskribent Jon Pareles beskrev låten "Human" som "a meditative, nearly ambient foundation: sustained, consonant tones like distant horns. But the foreground is jittery, full of unpredictable, glassy tones that briefly hover, then disappear”. Den 14 maj 2021 släppte Nordmark sitt andra soloalbum "Exit Ghosts." Skivan är en naturlig utveckling från hans tidigare arbete, men i det kreativa arbetet har fokus legat mer på filmmusik än på folkmusik och psalmer.
Under år 2019 samarbetade Nordmark också med film- och operaregissören Glen Sheppard från English National Opera med den experimentella avantgardeopera Außer Sich som baserades på Richard Strauss opera Salome och skrevs om av Nordmark. Under 2021 har han även omarbetat flera spår på Jay-Jay Johansons album "Rorschach Test."